# Maveric Lamoureux
Maveric Lamoureux, född 13 januari 2004, är en kanadensisk professionell ishockeyback som är kontrakterad till Utah Mammoth i National Hockey League (NHL) och spelar för Tucson Roadrunners i American Hockey League (AHL).
Han har tidigare spelat för Utah Hockey Club i NHL och Voltigeurs de Drummondville i Ligue de hockey junior majeur du Québec (LHJMQ).
Lamoureux draftades av Arizona Coyotes i första rundan i 2022 års draft som 29:e totalt.

## Statistik
| 2017–2018    | Sélects du Nord             |              | 27  | 1  | 3  | 4  | 20  | —  | — | — | — | —  |
| 2018–2019    | Eastern Ontario Wild U15    |              | 26  | 5  | 16 | 21 | 48  | 8  | 1 | 5 | 6 | 28 |
|              | Hawkesbury Hawks U18        |              | 2   | 0  | 0  | 0  | 2   | 1  | 0 | 0 | 0 | 0  |
| 2019–2020    | Élites de Jonquière         | LHMAAAQ      | 38  | 2  | 12 | 14 | 54  | —  | — | — | — | —  |
| 2020–2021    | Voltigeurs de Drummondville | LHJMQ        | 24  | 1  | 6  | 7  | 26  | 3  | 0 | 0 | 0 | 0  |
| 2021–2022    | Voltigeurs de Drummondville | LHJMQ        | 54  | 4  | 20 | 24 | 69  | 4  | 0 | 1 | 1 | 4  |
| 2022–2023    | Voltigeurs de Drummondville | LHJMQ        | 35  | 5  | 14 | 19 | 62  | 9  | 2 | 4 | 6 | 16 |
| 2023–2024    | Voltigeurs de Drummondville | LHJMQ        | 39  | 9  | 24 | 33 | 53  | —  | — | — | — | —  |
| 2024–2025    | Utah Hockey Club            | NHL          | 15  | 1  | 2  | 3  | 42  | —  | — | — | — | —  |
|              | Tucson Roadrunners          | AHL          | 42  | 2  | 11 | 13 | 48  | 3  | 0 | 0 | 0 | 0  |
| NHL totalt   | NHL totalt                  | NHL totalt   | 15  | 1  | 2  | 3  | 42  | —  | — | — | — | —  |
| LHJMQ totalt | LHJMQ totalt                | LHJMQ totalt | 152 | 19 | 64 | 83 | 210 | 16 | 2 | 5 | 7 | 20 |

### Internationellt
| Källa: Uppdaterad: 2024-10-27 | Källa: Uppdaterad: 2024-10-27 | Källa: Uppdaterad: 2024-10-27 |         | Utv = Utvisningsminuter | Utv = Utvisningsminuter | Utv = Utvisningsminuter | Utv = Utvisningsminuter | Utv = Utvisningsminuter |
| År                            | Lag                           | Mästerskap                    | Matcher | Mål                     | Assists                 | Poäng                   | Utv                     |                         |
| ----------------------------- | ----------------------------- | ----------------------------- | ------- | ----------------------- | ----------------------- | ----------------------- | ----------------------- | ----------------------- |
| 2024                          | Kanada                        | JVM                           | 5       | 1                       | 2                       | 3                       | 0                       |                         |
| Junior totalt                 | Junior totalt                 | Junior totalt                 | 5       | 1                       | 2                       | 3                       | 0                       |                         |